# Akum (Furu-Awa)
Pour les articles homonymes, voir Akum.
Akum est un village du Cameroun situé dans le département du Menchum et la Région du Nord-Ouest. Il fait partie de la commune de Furu-Awa.

## Population
Lors du recensement de 2005, la localité comptait 1 258 habitants.
On y parle l'akum, une langue jukunoïde.